# Campo Mourão
Campo Mourão est une ville brésilienne de l'État du Paraná. Sa population était estimée à 92 300 habitants en 2014.